# Swarm!
Swarm! är det andra fullängdsalbumet av det finländska death metal-bandet Torture Killer. Det släpptes den 20 februari 2006 och sångare är Chris Barnes, tidigare sångare i Cannibal Corpse.

## Låtlista
1. "Swarm!" – 2:49
2. "Forever Dead" – 5:44
3. "A Funeral for the Masses" – 3:08
4. "Multiple Counts of Murder" – 3:40
5. "Obsessed with Homicide" – 2:23
6. "Sadistic" – 3:23
7. "Cannibal Gluttony" – 3:33
8. "I Killed You" – 3:19
9. "Heading Towards the Butchery" – 2:52
10. "A Violent Scene of Death" – 3:45

## Medverkande
- Chris Barnes – sång
- Tuomas Karppinen – gitarr
- Jari Laine – gitarr
- Kim Torniainen – elbas
- Tuomo Latvala – trummor

- Wes Benscoter – omslagsdesign[1]